# Флаг Сычёвского района
Флаг муниципального образования «Сычёвский район» Смоленской области Российской Федерации.
Утверждён 27 июля 2001 года как флаг муниципального образования «Сычёвский район и Сычёвка» (после муниципальной реформы — муниципальное образование «Сычёвский район») и внесён в Государственный геральдический регистр Российской Федерации с присвоением регистрационного номера 824.

## Описание
Двустороннее прямоугольное синее полотнище с отношением ширины к длине 2:3, с зелёной полосой по нижнему краю полотнища шириной в 1/6 от общей ширины, воспроизводящее в центре композицию гербового щита Сычёвского района.

Геральдическое описание герба гласит: «В лазоревом (синем, голубом) поле на зелёной земле зелёный же согнутый налево стебель (росток дерева), на котором сидит серебряный геральдический сыч (с „рожками“), имеющий золотые глаза, клюв и лапы. В серебряной вольной части — герб Смоленской области».